# IC 5087
IC 5087 ist eine Balken-Spiralgalaxie vom Hubble-Typ SBb im Sternbild Pfau am Südsternhimmel. Sie ist schätzungsweise 716 Millionen Lichtjahre von der Milchstraße entfernt.
Das Objekt wurde am 28. September 1900 von DeLisle Stewart entdeckt.